# كونراد بلوخ

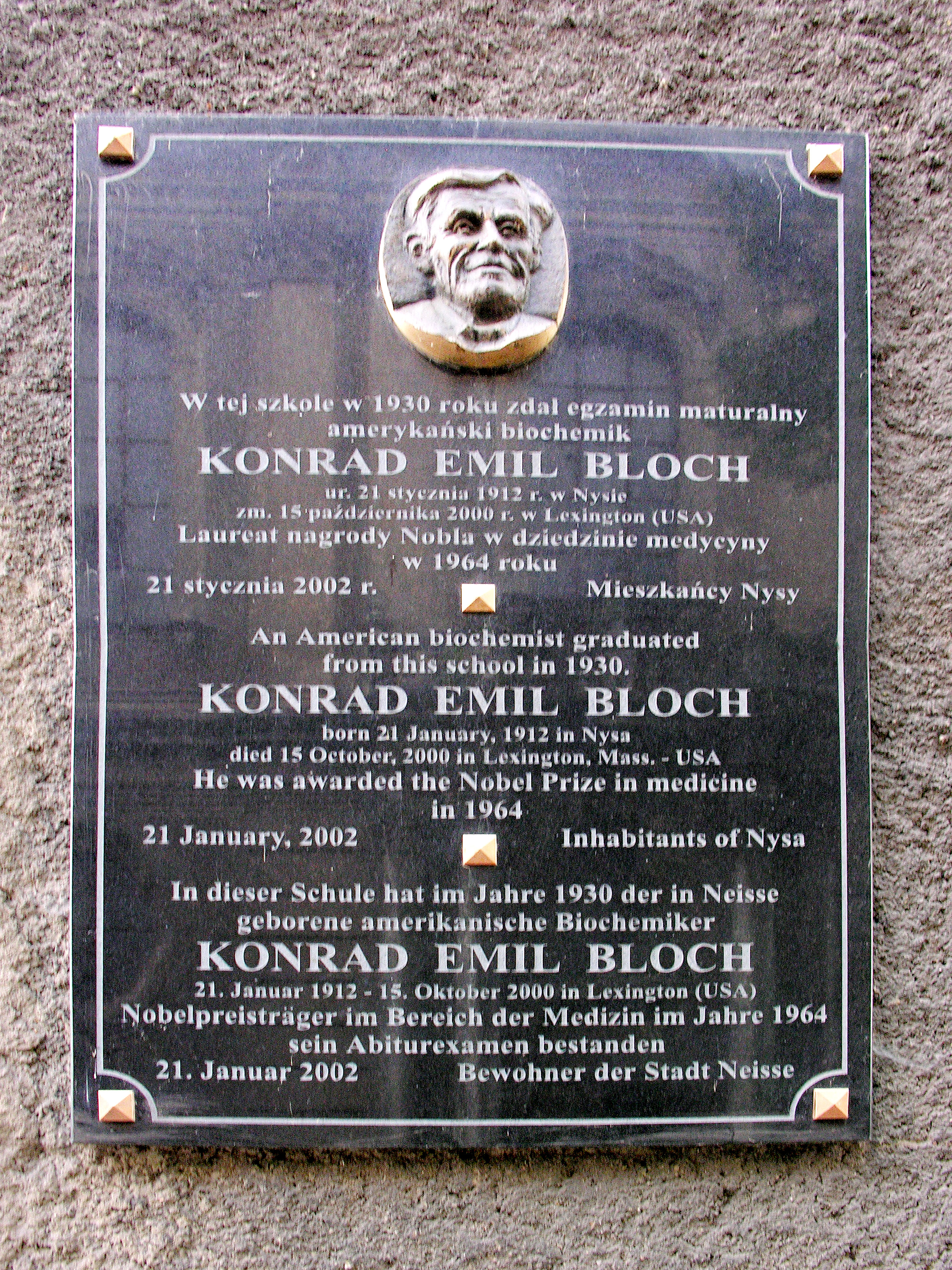
لوحة تذكارية لكونراد بلوخ في نيسا (بولندا)

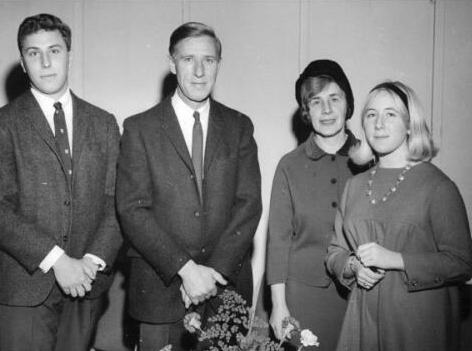
بلوخ مع زوجته وأطفاله في ستوكهولم عام 1964

كونراد بلوخ أو كونراد إميل بلوخ (Konrad Bloch أو Konrad Emil Bloch) عالم كيمياء حيوية، أمريكي من أصل ألماني. ولد في 21 يناير 1912 وتوفي في 15 أكتوبر 2000. درس الهندسة الكيميائية بالمعهد (التكنولوجي) العالي بألمانيا وتخرج منه عام 1934. ذهب إلى الولايات المتحدة واخذ الجنسية الاميركية عام 1944. تحصل على جائزة نوبل في الطب أو علم وظائف الأعضاء لعام 1964 مناصفة مع الألماني فيودور لينن.

## الأعمال التي منحته جائزة نوبل
حصل بلوخ على الجائزة نتيجة قيامه بأبحاث تتبع فيها عمليات الأيض التي تحدث للدهون والنشويات داخل الجسم لتحويل حمض الخليك (الأسيتيك) إلى الكوليستيرول الذي يتحول فيما بعد إلى أحماض العصارة الصفراوية وبعض الهرمونات.

## وصلات خارجية
- كونراد بلوخ على موقع الموسوعة البريطانية (الإنجليزية)
- كونراد بلوخ على موقع مونزينجر (الألمانية)
- كونراد بلوخ على موقع إن إن دي بي (الإنجليزية)
- سيرة كونراد بلوخ